# Ценопопуляція
Ценопопуляція – сукупність особин одного виду , що займає певну територію, знаходиться в межах одного й того самого синтаксону, формується під впливами однорідних екологічних умов і однаково на них реагує. Іншими словами, ценопопуляція=ценотична популяція, або популяція в межах ценозу (локальної екосистеми, біогеоценозу). Поняття ценопопуляції було теоретично та експериментально розпрацьоване радянським геоботаніком Т.Работновим, а також представниками наукової школи О.Уранова.
В Україні також проводились дослідження ценопопуляцій, зокрема їхньої вікової і просторової структури, динаміки, функціональної організації тощо.

## Вікова структура
В циклі життєвого розвитку (онтогенезу) особини проходять певні стадії (вікові групи). Зокрема, у рослин виділяють такі вікові стадії:
1) насінина                          — se

2) проросток                         — p

3) ювенільна особина                 — j

3) імматурна особина                 — im

4) віргінільна особина               — v

5) генеративна (поділяють на 3)      — g

генеративна першого порядку      — g1

генеративна другого порядку      — g2

генеративна третього порядку     — g3

6) субсенільна                       — ss

7) сенільна                          — s

Підрахувавши кількість особин відповідних вікових груп, можна говорити про віковий спектр популяції, а слідкуючи за змінами цих спектрів протягом певного часу, можна судити про вікову динаміку ценопопуляцій. Популяції, вікові спектри яких представлені всіма віковими групами, називають повночленними. Неповночленність популяції може свідчити про її нестабільне становище в даному ценозі.

## Типи популяцій
За типом динаміки, а також місцем популяції в ценозі, виділяють різні типи ценопопуляцій:
- інвазивна
- нормальна (дефінітивна)
- регресивна

## Ценопопуляційні дослідження в Карпатах
У 1980-х —90-х роках на базі високогірного біологічного стаціонару "Пожижевська" Інститутом екології Карпат проведені численні дослідження популяцій Anthoxanthum odoratum, Dactylis glomerata, Soldanella hungarica, Nardus stricta, Homogyne alpina, Luzula sylvatica, Vaccinium myrtillus та інших видів. Отримані дані про особливості структури популяцій у різних ценозах, зокрема, щодо їх чисельності, вікових станів особин і тривалості проходження стадій онтогенезу та його поліваріантності, репродуктивних властивостей і способів самопідтримання, впливу факторів середовища на життєвий стан. Зроблені висновки про те, що структура нормальних повночленних популяцій зберігається в широкому діапазоні еколого-фітоценотичних умов завдяки дії захисних механізмів саморегуляції. В екстремальних умовах збільшується тривалість перебування особин у віргінільному стані, що забезпечує виживання виду. Роль генеративного поповнення зводиться до поліпшення життєвості ценопопуляцій, а вегетативного - до тривалого підтримання в такому стані.